# Ghost Online
Ghost Online é um MMORPG (Massive Multiplayer Online Role Playing Game) de plataforma (2D). Possui servidores na Coreia do Sul, Japão, China, Malásia e o servidor Global.
Ghost Online lembra Maple Story, devido a sua jogabilidade e gráficos. Porém Ghost Online trás inovações em termos de jogos de plataforma, como:
- Super pulo
- Correr
- Sistema de Mercado
- Sistema de Pesca
- Sistema de Mineração
- Player vs Player (PvP)
- Guild war (GvG)
- Facções(ORDER e CHAOS)
- Guerra de Facções
- Castle war
- Castle siege
- Sistema de PET e TOY
- Sistema de Ranking
- Sistema de Dungeon

Ghost Online pode ser jogado de graça. Possui sistema de CASH, em que o jogador comprando CASH, pode comprar itens que só são vendidos com esse dinheiro pago.

## Classes do Personagem
- Peasant → É a classe inicial do jogo. "No mundo entregue ao caos, os peasants seriam as primeiras vítimas a caírem pro 'lado negro', e para salva-los, os mesmos começaram a revidar aos ataques dos monstros com qualquer arma que vissem pela frente. Mesmo sendo fracos, o trabalho árduo ajudou-os a enfrentar qualquer obstáculo." Possuem quatro skills básicas e ao alcançar o level 10, podem se tornar warrior, magician, assassin ou champion.
- Assassin → Favoritos pela sua velocidade, os assassins se destacam por serem ágeis durante uma batalha, dando mais danos em um curto tempo. Podem usar garras como luvas de ataque, ou até mesmo shurikens (estrelas ninja). São os mestres da habilidade.
- Magician → São personagens baseados em int, que podem usar leques para um maior dano mágico, ou staff (cajado) para um dano físico. Também são ótimos para longa distância, devido as magias.
- Warrior → São classes de combate corporal, que podem usar blade (sabre) ou sword (espada), possuem uma defesa elevada, todavia, não possuem ataques de longe, o que faz as pessoas pensarem que eles são muito lentos.
- Champion → Classe disponível em todos os servers (no mGO como Goliath), menos no Global (netgame). Estes podem usar Circle ou Axe. Circle ataca de perto, mas suas skills atacam até uma determinada distância. Já Axe é força bruta, ataca de perto e possui grande dano, podendo até atingir uma força maior do que a prevista pelos equipamentos do game.

OBS: Possui uma nova classe no kGO (Korean Ghost Online) e SSO (Soul Saver Online), shooter, ela pode usar Arco e flecha ou Arma de fogo. Pelo fato da língua ser coreana não possuo mais informações.

## Soul Saver Online (Mgame)
O novo servidor de Ghost Online criado pela Mgame possui os antigos personagens e mais alguns adicionais que estão deixando-o bem interativo e divertido. No jogo temos várias opções de obter gold, experiência e fama, além dos eventos que acontecem quase todas as semanas.
Soul Saver possui alguns sistemas novos no jogo:
- Monster Encyclopedia: É um sistema de coleta de pedaços (pieces) de um monstro. Todos os personagens possuem sua enciclopédia e cada monstro pode soltar 9 pedaços diferentes. Ao juntar 5 diferentes de um mesmo monstro, a barra de saúde do inimigo é exibida, ao coletar as 9 partes do monstro, é incrementada uma grande quantidade de experiência.
- Exorcizing: Ao matar um monstro, é possível coletar alguns itens que eles soltam, e ao levá-los em um Book Merchant, podemos retirar os espíritos ruins e transformar os itens em experiência.
- Guerras e Conquistas de Dungeons: Não possuo informações para estas inovações, mas ocorrem frequentemente.

### Sites Oficiais
- Site Global Oficial - Ghost Online Global (Open Beta) (gGO)(Fechado)
- Site Global Oficial - Aparentemente é o antigo Ghost Online Global, que foi fechado.(Aberto)
- Site Oficial Malaio - Ghost Online Malasia (Open Beta) (mGO)
- Site Oficial Japonês - Ghost Online Japão (jGO)
- Site Oficial Chinês - Ghost Online China (cGO)
- Site Oficial Coreano - Ghost Online Coréia do Sul (kGO)